# Karl-Hermann Körner
Karl-Hermann Körner (* 1941 in Rothkosteletz; † 1992 in Braunschweig) war ein deutscher Romanist.

## Leben und Werk
Körner promovierte in Hamburg bei Hans Flasche über Die „Aktionsgemeinschaft finites Verb + Infinitiv“ im spanischen Formensystem. Vorstudie zu einer Untersuchung der Sprache Pedro Calderón de la Barcas (Hamburg 1968) und ging für drei Jahre als Lektor nach Bordeaux. Er wurde dann Professor für romanische Philologie an der Technischen Universität Braunschweig. Körner war Mitherausgeber dreier Festschriften für seinen Lehrer Hans Flasche (1973, 1983, 1991)  und einer Festschrift für Gustav Ineichen (1989). Seit 1990 war er ordentliches Mitglied der Braunschweigischen Wissenschaftlichen Gesellschaft.

## Weitere Werke
- Die „Aktionsgemeinschaft finites Verb + Infinitiv“ im spanischen Formensystem. Vorstudie zu einer Untersuchung der Sprache Pedro Calderón de la Barcas (= Hamburger romanistische Studien. B: Ibero-amerikanische Reihe. 30, ZDB-ID 718284-3 = Calderoniana. 1). Cram u. a., Hamburg 1968.
- Einführung in das semantische Studium des Französischen. Wissenschaftliche Buchgesellschaft, Darmstadt 1977, ISBN 3-534-06173-X.
- als Herausgeber mit Hans Mattauch (Hrsg.): Die religiöse Literatur des 17. Jahrhunderts in der Romania (= Wolfenbütteler Forschungen. Bd. 13). Kraus International, München 1981, ISBN 3-601-00643-X.
- Korrelative Sprachtypologie. Die zwei Typen romanischer Syntax. Steiner-Verlag-Wiesbaden-GmbH, Stuttgart 1987, ISBN 3-515-04704-2.
- als Herausgeber mit Marc Vitse (Hrsg.): Las influencias mutuas entre España y Europa a partir del siglo XVI (= Wolfenbütteler Forschungen. Bd. 39). Harrassowitz, Wiesbaden 1988, ISBN 3-447-02896-3.